# Cavanagh
Cavanagh es una localidad situada en el departamento Marcos Juárez, provincia de Córdoba, Argentina. 
Se encuentra situada sobre la ruta provincial 12, que conecta como en tantos tramos a la Ruta Nacional 9 con la Ruta Nacional 8, a 340 km de la Ciudad de Córdoba. La llegada de la ruta provincial 12 fue importante para el crecimiento de la localidad, el intendente Walter Hugo Scheitlin logró junto con su equipo, conseguir el paso de la misma.

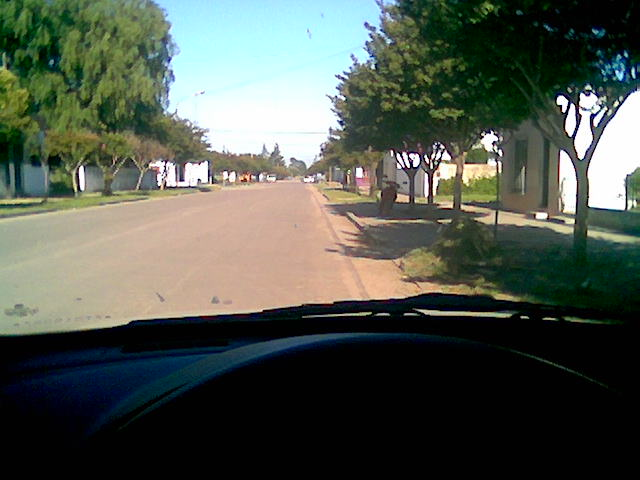
Calle dentro del pueblo, una de las pocas pavimentadas, con la tranquilidad característica de Cavanagh.

Es uno de los tantos pueblos que se formaron gracias al ferrocarril, y a la inmigración europea, principalmente provenientes de Italia, España, Suiza, Alemania, la antigua Yugoslavia, entre otros.
Las principales actividades económicas son la agricultura y la ganadería. 
La fiesta patronal de la Santísima Virgen de Luján es el 8 de mayo.

## Terminal de Ómnibus
La terminal de Ómnibus se encuentra sobre la Av. Italia y cuenta con servicios diarios que unen a Cavanagh con el resto de los pueblos del interior de la provincia de Córdoba. En la misma funciona un comedor durante horarios matutinos y vespertinos.

## Características Urbanas
El pueblo de Cavanagh por su densidad geográfica no es calificado como ciudad.
Tanto su avenida Principal (avenida Italia, ruta a Guatimozin) como la ruta provincial 12 que la comunica con la Ruta Nacional 8 y la Ruta Nacional 11 están pavimentadas y demarcadas, y en el caso de la ruta provincial 12 se encuentra señalizada. La localidad en los últimos años ha transitado por un gran adelanto en infraestructura urbana, en lo que respecta a servicios, como red agua potable, iluminación, remodelación de edificios y espacios públicos, etc. También se comenzará con la red de gas natural y cloacas, entre otras cosas.      Algunas calles del pueblo se encuentran pavimentadas así como con sus cordones señalizados y con veredas y ochavas definidas. El resto de las calles, se encuentran con un arenado con piedras, los cuales se riegan con un tractor con un tanque cisterna, en forma constante durante el día, para evitar levantar demasiado polvo.
No todas las calles cuentan con nomenclatura, no existe normativa aplicable aún sobre sentidos de circulaciones y normativas respecto al estacionamiento aplicable, según la ley de tránsito nacional.

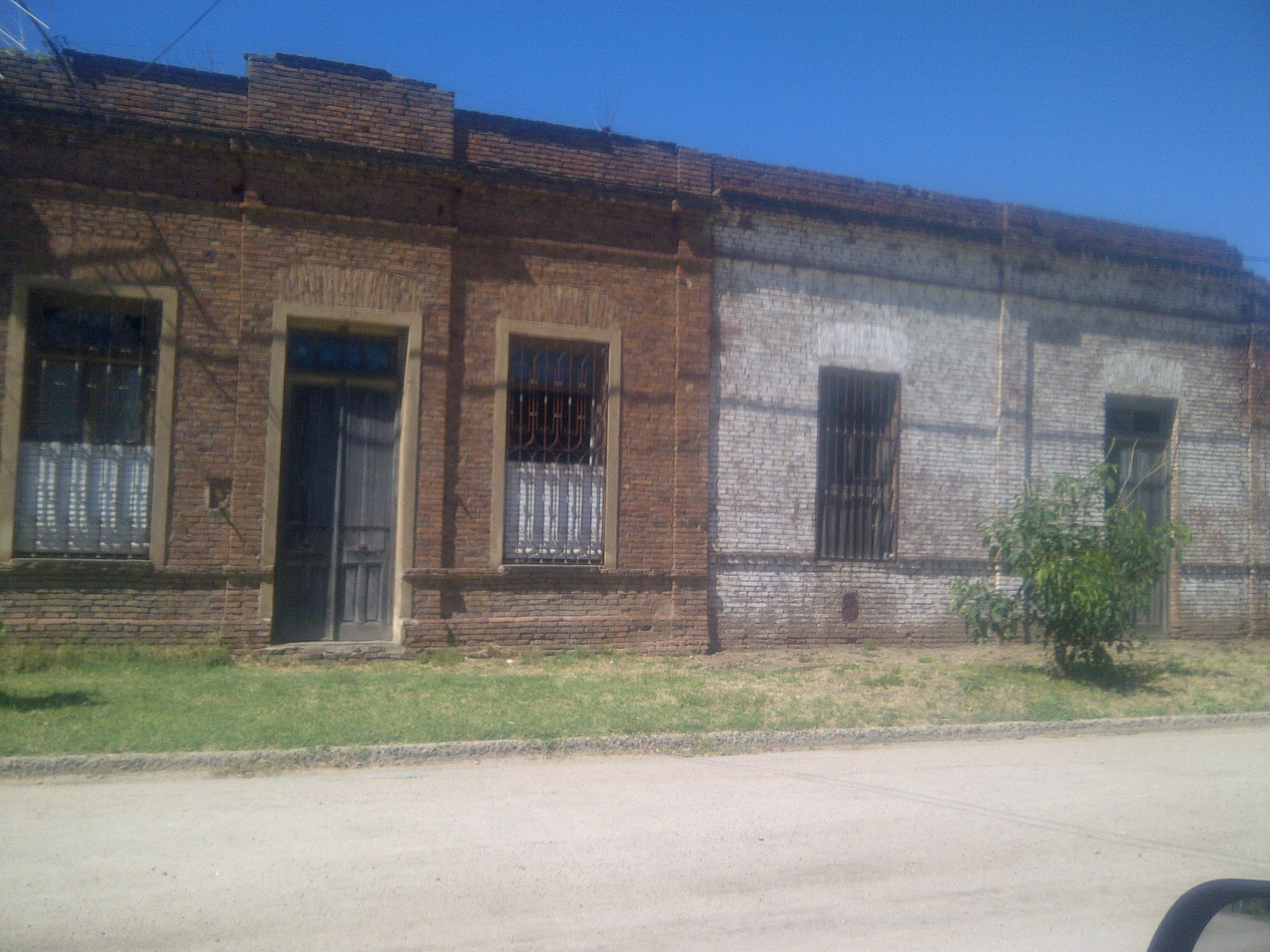
Finca con características antiguas, dentro del pueblo

## Estación de ferrocarril
La estación del ferrocarril "Cavanagh" corresponde al Ramal Mitre de trocha ancha con cabecera en Guatimozín y Rosario y de allí su recorrido hasta Estación Retiro Ferrocarril General Bartolomé Mitre. El servicio de ferrocarril se encuentra inactivo desde la década de 1990.

## Población
Cuenta con 1286 habitantes (Indec, 2022), lo que representa un incremento del 6,99% frente a los 1202 habitantes (Indec, 2010) del censo anterior.
| Gráfica de evolución demográfica de Cavanagh entre 1991 y 2022 |
|                                                                |
| Fuente: Censos nacionales del INDEC                            |

## Lugares de interés
Además, sobre la vera de la ruta se encuentra una estación de servicio, actualmente particular, antes de YPF, la cual cuenta con fosa, y surtidores, y más adelante, luego del cruce del ferrocarril fuera de servicio, hacia la derecha hay 2 caminos rurales por el cual se puede llegar a Venado Tuerto vía tierra.
Sobre la avenida principal (Av. Italia), por la cual se accede al camino pavimentado con destino a Guatimozín, se encuentra el Club Sportman Cavanense y sobre calle Belgrano, de gran importancia se encuentra el Cavanagh Lawn Tennis Club.  
Dentro del pueblo los comercios son antiguos, con la famosa característica de "el comercio de barrio", y algún que otro almacén de barrio. No hay presencia de negocios de empresas nacionales, ni tampoco cadenas de mercados. 
La agricultura y la ganadería son el fuerte de esta localidad. Una gran fuente de trabajo es un molino harinero llamado "Molinos Santa Marta" ubicado en una de las calles de tierra, paralela al ferrocarril. 
Las mujeres del pueblo suelen participar en el carnaval que se lleva a cabo en el pueblo de Arias, a unos 20 km de distancia.
El aerodrómo más cercano al pueblo de Cavanagh es el aeródromo de Marcos Juárez, el cual cuenta con ayudas a la radionavegación.
Sobre la calle Córdoba se encuentra el Centro de Capacitación Agrotécnica Tomás Thomas de Enseñanza Secundaria, fundado en 1975 con la donación de 54 hectáreas para fines educativos, ubicadas al norte de la localidad a 1,5 km a la vera de la ruta provincial 12, siendo su actual director Rubén Peirano. El establecimiento cuenta con un internado para alumnos de localidades vecinas. A partir del año 2009 se implementó un nuevo plan de estudio en el cual los alumnos egresados en el año 2015 y en adelante, tras realizar siete años de secundaria obtendrán el título de "Técnico en Producción Agropecuaria".